# توپاوا (آریزونا)
توپاوا (به انگلیسی: Topawa) یک منطقهٔ مسکونی در ایالات متحده آمریکا است که در شهرستان پیما، آریزونا واقع شده‌است. توپاوا ۱۳٫۳۵ کیلومتر مربع مساحت و ۱٬۳۸۰ نفر جمعیت دارد و ۷۵۱٫۹۵ متر بالاتر از سطح دریا واقع شده‌است.